# Iris Krämer
Iris Krämer   (Darmstadt, 22 de juny de 1981) és una antiga pilot de trial alemanya. Va ser una de les dominadores del trial femení internacional, juntament amb la seva rival Laia Sanz, havent guanyat el Campionat del Món l'any 2007 i el Campionat d'Europa tres anys seguits (1999 a 2001). Integrant l'equip alemany va guanyar el Trial de les Nacions en categoria femenina dos anys (2003 i 2005). Fou també Campiona d'Alemanya de trial femení sis anys (2002 a 2007).
El 22 de setembre del 2009 Krämer va anunciar la seva retirada de l'alta competició a causa d'una lesió al braç. El 2011 va ser nomenada FIM Legend.

## Palmarès
| Any          | Motocicleta    | C. del Món femení | C. d'Europa femení | TDN femení | C. d'Alem. femení | Títols |
| ------------ | -------------- | ----------------- | ------------------ | ---------- | ----------------- | ------ |
| 1999         | Gas Gas        | -                 | 1a                 | -          |                   | 1      |
| 2000         | Gas Gas        | 2a                | 1a                 | 4a         |                   | 1      |
| 2001         | Gas Gas        | 2a                | 1a                 | 3a         |                   | 1      |
| 2002         | Gas Gas        | 2a                | 2a                 | 3a         | 1a                | 1      |
| 2003         | Gas Gas        | 2a                | 2a                 | 1a         | 1a                | 2      |
| 2004         | Gas Gas        | -                 | 3a                 | 2a         | 1a                | 1      |
| 2005         | Gas Gas        | 2a                | 2a                 | 1a         | 1a                | 2      |
| 2006         | Gas Gas        | 2a                | 2a                 | 3a         | 1a                | 1      |
| 2007         | Scorpa         | 1a                | 2a                 | 2a         | 1a                | 2      |
| 2008         | Scorpa         | 3a                | 2a                 | 2a         |                   | -      |
| 2009         | Scorpa/Gas Gas | 3a                | 3a                 | 3a         |                   | -      |
| Total títols | Total títols   | 1                 | 3                  | 2          | 6                 | 12     |

Notes
1. ↑   La classificació consignada a TDN fa referència a la posició final obtinguda per l'equip estatal
2. ↑   Al total de títols s'hi compten tots els campionats estatals o internacionals guanyats, incloent-hi el TDN